# أمارولة

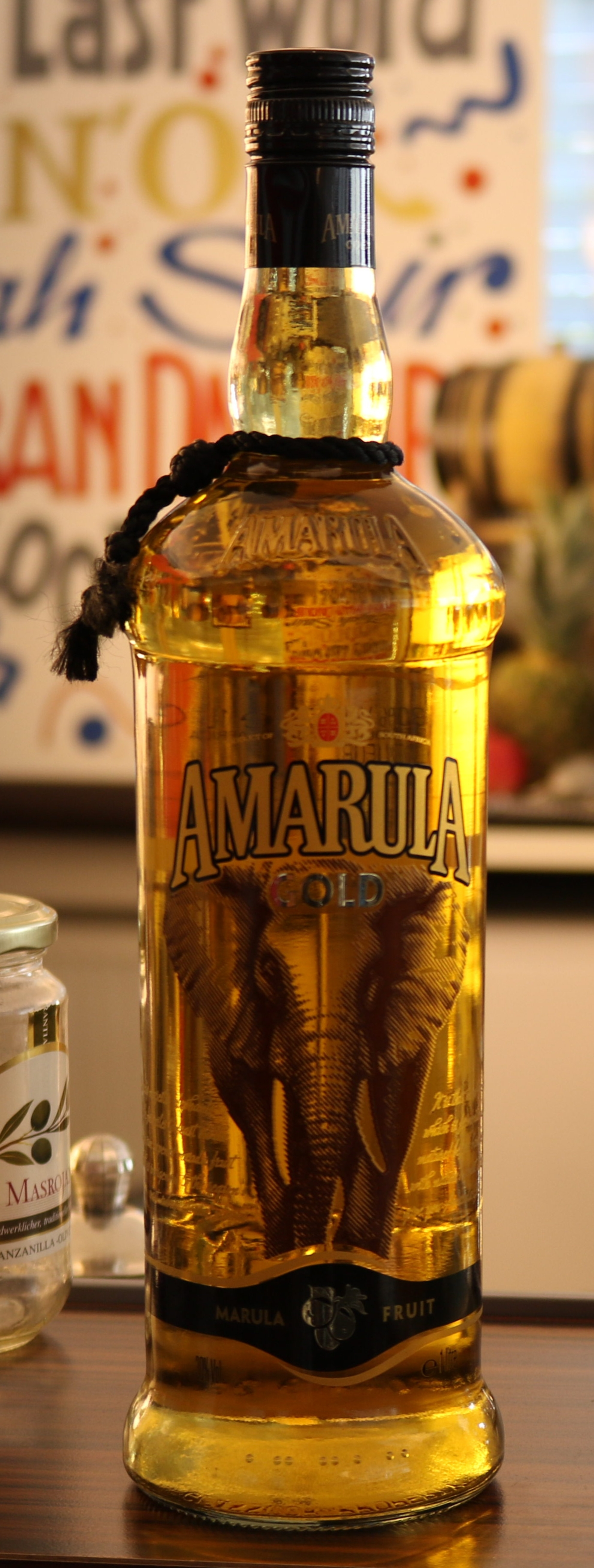

أمَرولة أو أمارولة هي علامة تجارية للمشروبات المقطرة في جنوب إفريقيا. يُطعم بنواتج التقطير المصنوعة من ثمار قاسية النواة البيرية وطعم الكراميل الثمري قليلاً. المشروب الكحولي متوفر في أكثر من 100 دولة حول العالم.